# ノヴゴロド (砲艦)
| ノヴゴロドの模型。艦の外形は1875年以降のもの。 |                                                        |
| 艦歴                                           |                                                        |
| 発注:                                          |                                                        |
| 起工:                                          | 1871年12月29日                                         |
| 進水:                                          | 1873年6月2日                                           |
| 就役:                                          | 1874年                                                 |
| 除籍:                                          | 1903年7月3日                                           |
| 解体:                                          |                                                        |
| 性能諸元                                       |                                                        |
| 排水量:                                        | 常備：2,531t                                           |
| 全長:                                          | 30.8m                                                  |
| 全幅:                                          | 30.8m                                                  |
| 吃水:                                          | 4.1m                                                   |
| 機関:                                          | 円筒形ボイラー8基                                      |
| 最大速:                                        | 6.5kt                                                  |
| 兵員:                                          | 151名                                                  |
| 兵装:                                          | 11インチ前装式施条砲、2門                              |
| 装甲:                                          | 装甲帯、178–229mm。バーベット、178–229mm。甲板、70mm。 |

ノヴゴロドとは、1870年代にロシア帝国海軍むけに建造されたモニター艦である。喫水を減らし、また同サイズの艦船よりも強固な装甲と重武装を備えるために円形の船体を有していた。1877年から1878年の露土戦争において、この艦は小さな役割を果たすにとどまり、1892年には沿岸防衛用の装甲艦に類別しなおされた。本艦は1903年に退役、1911年にスクラップとして売却されるまで倉庫船として働いた。やや大型化し装甲を強化した艦にヴィツェ・アドミラール・ポポーフがある。
この艦には、今までに建造された軍艦の中で非常に特異な艦の1つであった。そして、建造されたうちで最悪の軍艦であったという、今もよく知られる海の伝説が残っている。しかし、より公平な評価では、この艦の設計用途である海防戦艦としては本艦が比較的有効だったことが示されている。

## 背景
1868年、スコットランド出身の造船技師であるジョン・エルダーはある記事を公表した。その主張は、船の全幅をもっと広げれば防護するべき範囲を減らすことができるほか、通常の船より分厚い装甲と重く強力な火砲が搭載可能になるとするものだった。加えて、このような船は喫水がもっと浅くなり、普通の船と同等の速度を出すのに要する機関出力の増加も中程度で済むだろう、としていた。当時イギリス海軍の造船局長だったエドワード・ジェームス・リードはエルダーの結論に賛同した。ロシア帝国海軍のアンドレイ・アレクサンドロヴィチ・ポポフ少将は、エルダーのコンセプトをさらに拡張し、船をもっと幅広として事実上円形にしたほか、喫水を最小限とするために、エルダーの設計にあった凸状の船殻を改めて平底とした。
ポポフは1869年に作成されたある調達要件を満たすことを念頭にノヴゴロドを設計した。これはドニエプル・ブーフ河口やケルチ海峡の防衛を目的としたもので、非常に重装甲かつ喫水が3.4m以内で口径279mmの施条砲を備えた艦を4隻、総予算400万ルーブル以内で調達するというものだった。排水量2,100tのチャロデイカ級モニターはこれらの要件をほぼ満たしていたが武装が不十分だったので、海軍元帥コンスタンチン・ニコラエヴィチ大公は1869年12月末にポポフの円形設計案を採用した。円形船体の模型が1つ作られ、1870年4月、サンクトペテルブルク付近のバルト海で行なわれた試験では良い成績を発揮した。この試験の結果はロシア皇帝アレクサンドル2世に報告され、皇帝はこの船に「ポポフカ」という愛称を付けた。
ポポフが幾つかの設計案を元帥に提出したところ、その中で最大の艦型が同年6月7日に採用された。排水量6,151t、艦の直径46.0m、兵装は11インチ砲4門である。しかしこの装甲艦の建造費は414万ルーブルと試算され、建造計画の総予算を上回ることが判明したことから、ポポフは設計案の小型化を余儀なくされた。10月24日、皇帝は直径29.3mで11インチ砲2門、装甲厚305mmという修正案を認可した。費用は1隻あたり194万ルーブルと見積もられ、造船所の増強を含む計画全体の総経費は850万ルーブルと算定された。さらなる試験のため、1871年には直径7.3mの円形船カンバラが建造された。これは8馬力のエンジン2基が備えられており、夏に行なわれたこの船の試験は成功を収めた。

## 艦容

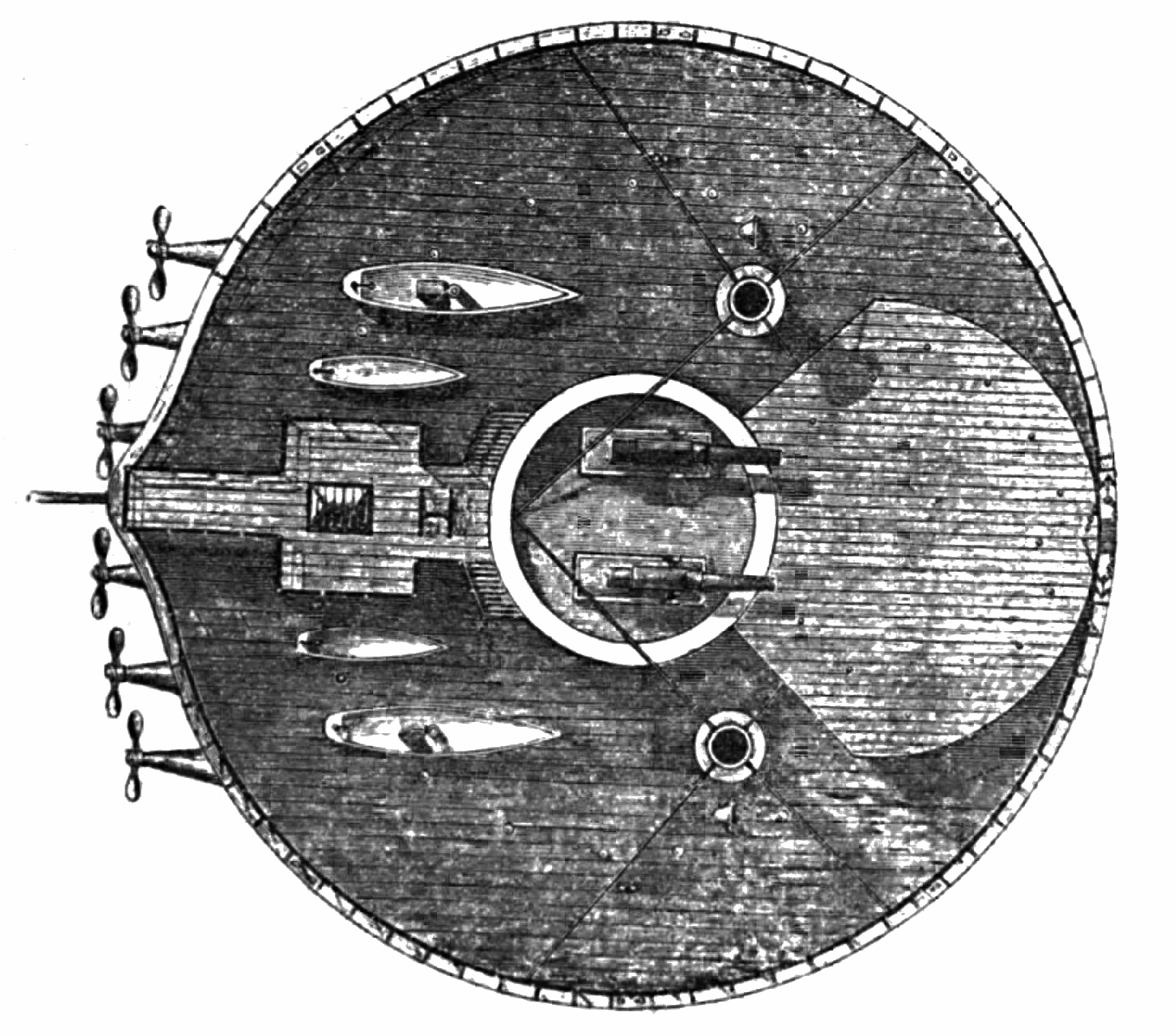
円形砲艦ノヴゴロドの甲板。

建造の最中、ポポフの設計案には、生物付着の害を減らすための木材と銅製の被覆を追加する改修がなされ、ノヴゴロドの直径は30.8mに増した。通常の搭載量では、艦の喫水は最大4.1m、常備排水量2,531tだった。乾舷はわずか46cmである。甲板は、中央上部に設けられた砲バーベットの方へと傾斜していた。この艦には、バーベットの前方部分に非装甲の構造物があり、乗員室の一部を収容していた。この艦の凌波性に関する当初の懸念にもかかわらず、ノヴゴロドは安定した火砲のプラットフォームであり、横揺れが7から8度を超えるのは稀だった。ずんぐりした船体形状のため、この艦は荒天下で速度を失った。1877年のある状況、ビューフォート風力階級8相当の嵐の中では完全に船足を失っている。条件によっては大きなピッチングを起こしてスクリューが水面から露出した。艦の外形に由来する最大の欠点として舵の利きが非常に悪かった。これは水流を邪魔したせいで、艦が完全な円を描くには40分から45分かかり、強い嵐の中ではほぼ操舵不能となった。このため対策として舵は固定して、回頭は機関出力の調整で行うこととしたが、結果として速度は低下した。乗員は士官と兵員合わせて151名だった。
この艦はベアード・ワークスが製造した6基の水平型複式蒸気機関を装備しており、各基が1軸のプロペラを駆動させた。使用する蒸気は8基の円ボイラーから供給された。機関は総計3,360ihp(2,510 kW)を出力し、この艦におよそ6.5ノットの速力を与えた。ノヴゴロドの推進機構は、未熟な作業能力と低品質な素材の結果、艦歴を通じて問題含みなことを露呈した。艦のずんぐりした船体形状は蒸気機関の効率の点で助けにはならず、艦の石炭搭載容量200tに対し、全速時の航続能力は480海里と並外れた消費になることを示した。後にはバーベット部分の中央ハッチに大型の換気カウルを設けたものの、艦歴全体を通じて換気の問題が生じていた。
ノヴゴロドは20口径の11インチ前装砲で武装していた。この砲は射程730mで11インチの装甲を射貫できた。これらの砲の222kgの砲弾は初速392m/sで撃ち出された。発射率は非常に遅く、1発当たり10分を要した。砲は個別に回転するターンテーブルに据えられており、これは独立して動くほか、相互に固定して旋回できた。各ターンテーブルは180度旋回に2分から3分を要した。1874年11月、砲撃試験ではターンテーブルの固定機構が弱すぎることが示された。砲の反動が回転を引き起こすことは有り得たため、艦全体が砲撃のたびに回転したという、しつこく語られる伝説が生じた。固定機構の強化によって問題は解決したが、伝説は引き継がれた。

### 防御
この艦は水線部に錬鉄製の帯装甲を付け、これは完全に船体を覆ったほか、水線上に457mm、水線下には1.4m延長されていた。装甲板は2枚の外板で構成されており、どちらも全高90cmだった。上部プレートは229mm厚、下部プレートは178mm厚である。装甲板は229mm厚のチーク材で裏打ちされ、鉄骨構造を噛み合せて補強されていた。海軍ではこの補強構造が51mmの装甲にあたるものと考えていた。ノヴゴロドは兵装をバーベット内部に装備したロシア初の装甲艦だった。それは2mの高さがあり、帯装甲の上部外板と同じ製法で作られていた。
円形の甲板は70mm厚の装甲で防御されていたが、これは厚みが19mmから25mmにわたる3層の鉄板で作られていた。煙突の最下部と機関室の天窓の基部には、152mm厚の装甲板が付けられていた。

## 建造及び艦歴
1854年から1856年のクリミア戦争終了後、パリ条約では、黒海におけるロシア帝国海軍の軍備を、わずか排水量810tのコルベット6隻に制限した。そこでセヴァストポリの帝国造船所はロシア汽船貿易協会に貸し出された。これは、どのようなものであれ黒海の任務用に建造される装甲艦はサンクトペテルブルクで建造し、分解した後に港まで船舶輸送し、組立て直す必要があることを意味していた。ロシアが条約の上記条項を廃止した時、長らく閉鎖されていたムィコラーイウの施設が選ばれた。1870年、海軍は造船所を再開するため、イギリスに設備と工具の発注を開始した。
1871年1月、アドミラルティ造船所に臨時の造船台が作られ、4月13日にノヴゴロドの建造が開始された。この名称はノヴゴロド市の名前にちなんだものである。速やかな建造のために2交代制のシフトが用いられた。艦の船体は12月29日に完成し、この時に公式の起工式が開かれた。船体の分解は2週間以内に行なわれ、最初に送り出された部品は1872年4月2日にムィコラーイウに到着した。8日後、再組立てが特製の造船台で開始された。サンクトペテルブルクとムィコラーイウ間には鉄道が敷かれておらず、各部品はオデッサに鉄道輸送する必要があった。ここで荷物は川はしけと汽船に積み替えられた。ボイラーは非常に大きく、積み替えるためにはバルト海からオデッサまで貨物船で出荷しなければならなかった。建造は部品輸送と熟練した労働力の不足のため、その年の後半まで遅れた。1873年6月2日、艦はようやく進水し、この式にはロシア大公コンスタンチン・ニコラエヴィチが出席していた。ノブゴロドの武器の装備は9月に行なわれた。283万ルーブルの費用を投じ、翌年この艦は任務に就いた。

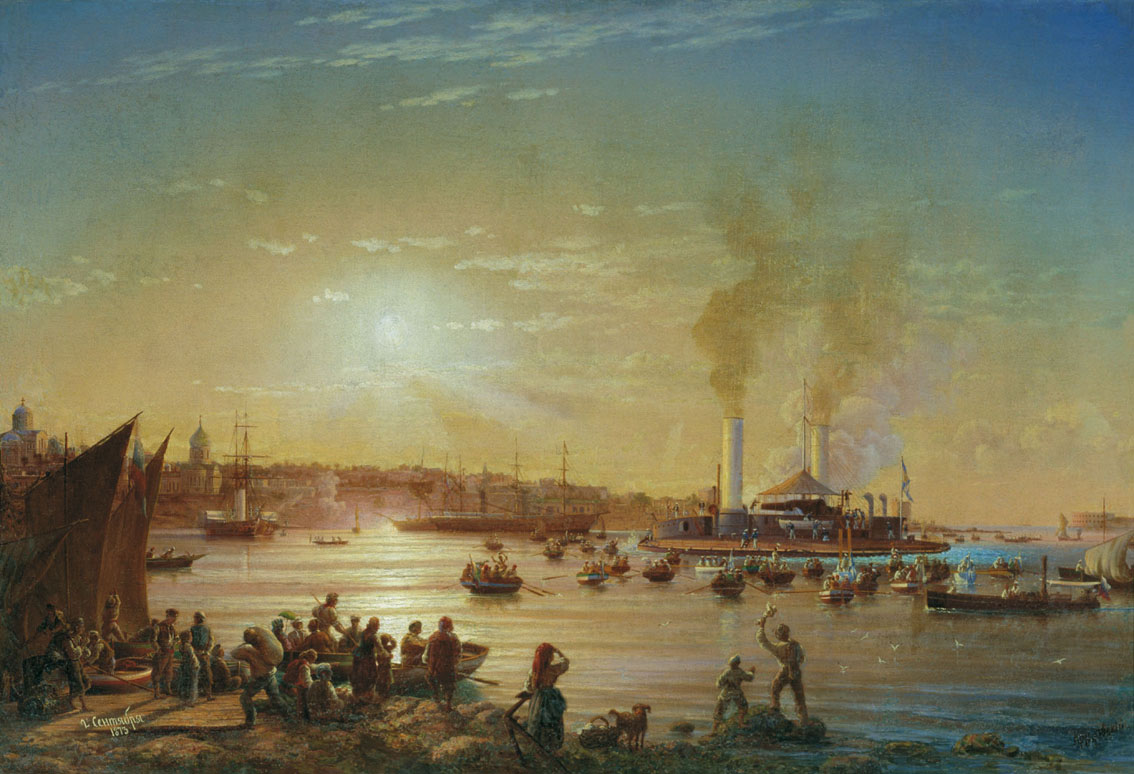
セヴァストポリに入港するノヴゴロド、1873年。

1873年から1874年の冬の間、小さな上部構造物がバーベットの後方に作られ、さらに密閉構造の操舵室がこの上に設けられた。加えて、上部構造物の前部が改修され、船首に向かってオーバーハングしていた。また、突出した形の艦橋が追加された。同時期に外装水雷用の伸縮式ブームが備えられている。1875年、艦はタガンログへの訪問を行ない、その10月にはクリミア沿岸に沿って旅行中のエドワード・リード卿の歓迎を行なった。露土戦争中のこの艦はオデッサ防衛の任に当たった。また艦の兵装が口径86mmの4ポンド砲2門で強化されている。艦後方の上部構造物に据えられたこの砲は、水雷艇に対抗して艦を守るものだった。4ポンド砲は5.74kgの砲弾を撃ち出し、射程は3,294mだった。この期間中、海軍ではこの艦のもっとも外側の機関が速力にほぼ寄与していないと理解した。また蒸気容量が機関全てに対して不足していることから、1876年から1877年にかけてこれら外方の機関は撤去された。この処置はノヴゴロドの総出力を2,000ihp（1500kW）に減らし、艦の速力は約6ノットになった。
戦後にこの艦は、ドナウ川河口にあるルーマニア都市のスリナへと航行し、機関室の天窓を防御する装甲カバーと、瞰射を防ぐバーベット中央部のハッチを受け取った。1880年代のノヴゴロドはセヴァストポリに駐留し、毎年夏には短い巡航に出かけた。1883年、砲艦ヴィツェ・アドミラル・ポポーフがボイラーを交換した後、ノヴゴロドはこの艦の磨き直したボイラーを受領した。1892年2月13日、艦は沿岸防衛用の装甲艦に再分類され、この時には艦の兵装が
ホチキス製の37mm5砲身回転式機関砲、2門で増強された。これらの機関砲は2,778mの射程を持ち、発射率は1分あたり32発だった。翌年、この艦の船体と機関は劣化した状態にあった。1903年5月1日、艦は処分のためにムィコラーイウの港湾委員会に引き渡され、海軍のリストから抹消された。この後、船は倉庫船として利用された。1908年、ノヴゴロドをブルガリアに売却する申し込みがなされたが、この提案は応じられなかった。1911年12月、この船はスクラップとして売却された。

## 伝説と実態
海事史家アントニー・プレストンは著作『The World's Worst Warships』の中でポポフカ（円形砲艦）の特性を以下のように記述している。
「しかし他の点では、これらの艦は惨憺たる失敗だった。こうした艦はドニエプル川の流れに逆らって進むにはあまりに遅く、舵を取るのが非常に難しいことが判った。実際には1門の砲の射撃時でさえ艦の制御不能を引き起こし、6軸の推進器のいくつかを逆回転させてもなお艦の正確な進路維持ができなかった。またこれらの艦は、黒海でしばしば遭遇する荒天に対処することができなかった。ベタ凪以上のどんな天候でも、彼らは急回転とピッチングの傾向があり、このような状態下では砲の照準も装填もできなかった。」
これらの艦の設計は非常な議論の的となった。1870年代の建造中にも、日々の新聞では多数の記事が支持者と非難家によって公表された。また後には歴史家がこれを取上げた。1875年に表わされた記事の1つでは、ドニエプル川でノヴゴロドが制御不能な回転を起こしたと主張している。一方リードは、セヴァストポリ湾を巡航している最中のこの艦が、片舷の機関を逆回転させた時のことを記述している。「ノヴゴロドは自艦を中心として目眩を起こすほどの速さで容易に回転でき、この種の操作のしやすさには円形が極めて有利である。にもかかわらずこの艦は即座に静止させることができ、また、もし、必要ならばこの艦の回転運動を逆にする。」フレッド・T・ジェーンが行なったように、上に引用された2つの記事が伝説に組み込まれたことは有り得そうなことである。「公試運転において、これらの艦（ノヴゴロドとヴィツェ・アドミラル・ポポフ）はドニエプル川のいくらかの距離をとても良い調子で航行し、後退のために回転した。それから川の流れがこれらの艦を捕え、艦は海まで運び出された。手が付けられないほど猛烈に回転し、艦上の全ての人が目眩で無力化された。」プレストンによる他の批判は以前に討論を受けており、海事史家スティーブン・マクラフリンの意見はこうした艦に対する実際的な評価である。
「結局、ポポフカは比較的有効な海岸防衛用の艦艇だったようである。確かに、これらの艦の兵装と装甲の組合せは、従来艦ならばもっと深い喫水の設計案でのみ達成されるものだった。艦の欠点は――これらの艦には確かに欠点があった――ロシアと海外の両方で批評家によって誇張され、無能な男によって設計された制御不能の船の話が遺産として残された。」